# Som en tjuv om natten (1972)
Som en tjuv om natten (originaltitel: A Thief in the Night) är en amerikansk apokalyptisk thrillerfilm från 1972 i regi av Donald W. Thompson. Handlingen skildrar uppryckandet då de rättrogna lyfts upp från jorden före vedermödans alla plågor innan jorden går under, enligt det protestantiskt kristna lärosystem som kallas dispensationalism. Filmens titel kommer från Första Thessalonikerbrevet 5:2, "för ni vet själva mycket väl att Herrens dag kommer som en tjuv om natten".
Filmen skildrar en ung kvinna som är ljummen kristen och som får uppleva att hennes man liksom övriga trogna kristna plötsligt är borta. Hon och de övriga får genomleva den apokalyps som skildras i Uppenbarelseboken, där Antikrist regerar på jorden och ingen tillåts köpa eller sälja utan att ha Vilddjurets märke på hand eller panna. Mot filmens slut faller hon mot sin död - varpå hon vaknar i sin säng, och inser att det bara var en dröm. Hennes man finns dock inte i sängen, och på radion får hon höra att tusentals människor är spårlöst borta.
På 1970-talet visades Som en tjuv om natten i en del svenska frikyrkoförsamlingar.